# Gigi Zanchetta
Gigi Zanchetta(Caracas, Venezuela, 3 de abril de 1966), é uma atriz venezuelana.
A sua carreira de atriz teve início quando fez o papel de: Eliana Ascânio, na telenovela Cristal,da RCTV, em 1985. No ano seguinte (1986) fez o seu primeiro papel de antagonista na telenovela: La Dama de Rosa, e em 1987, o papel de protagonista na telenovela Primavera, original de Delia Fiallo e adaptação de Vivel Nouel. Durante os anos que passavam, interpretava papéis na RCTV, Venevisión e na TVes.

## Carreira
Gigi teve o seu primeiro contato com a televisão, aos 14 anos, na telenovela Luisana Mia(RCTV), portanto, fez o papel de figurante. Mas o seu primeiro papel importante, foi em Cristal, onde interpretava a filha mais nova de Vitória Ascânio, chamada Eliana, em 1985.
Fez o papel de Eleonora Urquiza, a vilã, na telenovela La dama de rosa, mas em 1987, atuou como protagonista na telenovela Primavera, ao lado de Fernando Carrillo. Só voltou a atuar em 1989 e 1990, outra vez como protagonista jovem na telenovela Alondra e El engaño, onde foi substítuida em ambas as duas por outras atrizes.
Em 1992, participou na telenovela Inolvidable, em Argentina. No mesmo ano, transfere-se para a Venevisión, onde faz a novela Cara Sucia, como antagonista. Em 1993 faz a telenovela equatoriana: Ángel o Demonio?, e depois volta para a Venezuela, onde faz as novelas: Pecado de Amor, Contra Viento y Marea, Enseña me a querer, Toda mujer, El país de las mujeres, Hechizo de amor, Más que amor, frenesi, Mambo y canela, Las Gonzaléz, Engañada, Sabor a ti e Los Querendones, todos na Venevisión. Em 2006, tem uma curta passagem na RCTV, para fazer a telenovela: Te tengo en salsa, em 2006. De seguida, volta para a Venevisión para fazer as novelas: Si me miran tus ojos, Natalia del Mar(participação especial) e ¡Válgame Dios!. Em 2015, transfere-se para a TVes, onde faz a sua única novela: Vivir para amar.

## Vida pessoal
Já namorou o músico Ricardo Mandini, aos 25 anos. Estes se separaram, logo, Gigi é mãe do seu único filho, chamado Ricardo, o mesmo nome do pai, que é cantor.

## Controvérsias
Gigi já foi uma atriz controversa e rebelde, ao longo dos anos. Os problemas começaram na RCTV, quando viveu um romance com Fernando Carrillo. Eles amavam-se e ao mesmo tempo, brigavam. Só que o pior aconteceu: por mau comportamento, esta foi impedida dos executivos da estação para protagonizar uma novela. O mesmo aconteceu com a novela: El Engaño(1990), onde foi substítuida pela atriz Milena Santander.
Outra polémica aconteceu com a Gigi; foi chamada para posar nua, na revista Interviú, em Espanha, enquanto a novela Cristal disparava o sucesso fenomenal na altura, em 1990.
Outra polémica teve lugar em 2015, quando Gigi Zanchetta declarou o seu apoio mútuo a Hugo Chávez, e depois a Nicolás Maduro, que substituiu Chávez na presidência da Venezuela. Por anos foi criticada, e a sua carreira de atriz estava a desmoronar-se por causa disso.

## Telenovelas
- Cristal(1985)- Eliana Ascânio: Coadjuvante
- La dama de rosa(1986)- Eleonora Urquiza: Antagonista
- Primavera(1987)- Andreína Méndez: Protagonista
- Alondra(1989)- María Teresa: Protagonista
- El Engaño(1990)- Gisela Gómez: Protagonista
- Inolvidable(1992)- María Gabriela
- Cara Sucia(1992)- Santa Ortigosa: Antagonista
- Ángel o demonio?(1993)- Maria Soledad/Narcisa: Protagonista
- Pecado de amor(1995)- Raiza: Coadjuvante
- Contra Viento y Marea(1997):Xiomara Quintana
- Enseña me a querer(1998): Yadira "La Ardilosa"
- El país de las mujeres(1999): Greta Escalona
- Toda mujer(1999): Verónica Velásquez
- Hechizo de amor(2000): Carolina Sánchez
- Más que amor, frenesí(2001): Hada Marina Pimentel
- Mambo y canela(2002): Amanda
- Las González(2002): Vitória González
- Engañada(2003): Arelys Anselmi
- Sabor a ti(2004): Sónia Fernández
- Los Querendones(2006): Caridad Arrechi
- Te tengo en salsa(2006): Matilde Palacios
- Si me miran tus ojos(2009): Alícia Guzmán
- Natalia del mar(2011): Mirtha Uribe
- Válgame Dios(2012): Mariela Gamboa
- Vivir para amar(2015): América Benavides